# 극주부도
극주부도(The Way of the Househusband, 일본어: 極主夫道)는 오노 코스케가 쓰고 그린 일본 만화 시리즈이다. 2018년부터 온라인 만화 잡지 쿠라게 번치에 연재되고 있는 극주부도는 전직 야쿠자 멤버가 범죄에서 은퇴해 주부가 되는 이야기를 그린다. 이 시리즈는 2020년 닛폰 TV에서 실사 TV 드라마로 각색되었다. J.C.STAFF가 제작한 넷플릭스 오리지널 넷 애니메이션(ONA) 애니메이션 시리즈는 2021년 4월부터 10월까지 공개되었다. 두 번째 시즌은 2023년 1월에 방영되었다.